# Susi Nicoletti

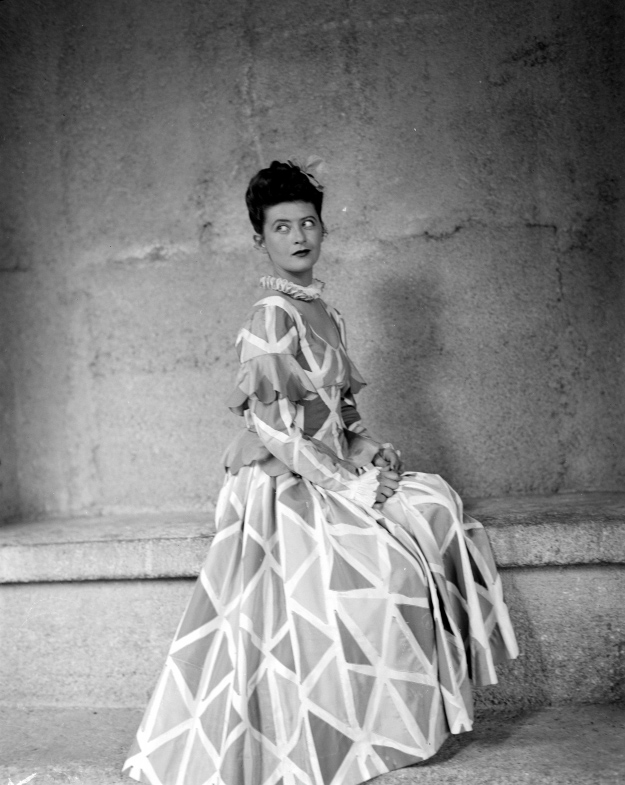
Susi Nicoletti als Smeraldina in Der Diener zweier Herren von Carlo Goldoni, Felsenreitschule 1946

Susi Nicoletti, bürgerlich Susanne Emilie Luise Adele Habersack (* 3. September 1918 in München; † 5. Juni 2005 in Wien), war eine deutsch-österreichische Schauspielerin. Sie ist vor allem als Komödiantin, besonders in Stücken von Johann Nepomuk Nestroy und Ferdinand Raimund, hervorgetreten.

## Jugend und Karrierebeginn
Susi Nicolettis Eltern waren die in Graz geborene, italienischstämmige Schauspielerin Consuela Nicoletti und der Reedereidirektor Ernst Habersack. Als sie drei Jahre alt war, zog die Familie nach Amsterdam, wo der Vater Direktor einer Bank geworden war. Bereits vor ihrer Einschulung begeisterte sich Nicoletti für den Tanz; sie besuchte eine Ballettschule sowie Kurse in modernem Tanz. 1927 kehrte sie mit ihrer Mutter nach München zurück, wo sie sich mit Elisabeth und Michael, den Kindern des Schriftstellers Thomas Mann, anfreundete. Sie besuchte das St.-Anna-Lyceum, stand ab ihrem 13. Lebensjahr bei den Münchner Kammerspielen als Tänzerin auf der Bühne und entdeckte ebenfalls ihre Leidenschaft für das Theater. Zwei Jahre später beendete sie die Schule und wurde Solotänzerin an der Münchner Opernbühne. Nach dem „Schwarzen Freitag“ war Nicoletti gezwungen, Pläne für ein Studium beiseitezuschieben; sie absolvierte eine Ausbildung an der Schauspielschule von Magda Lena. Zuvor hatte sie zu Beginn der 1930er Jahre Erfahrungen in der Kabarettgruppe Die weißblaue Drehorgel gesammelt. Von 1936 bis 1940 spielte sie an den Städtischen Bühnen Nürnberg. Der Film entdeckte sie 1939, sie debütierte in Schwarz und Blond. Sie stand 1944 in der Gottbegnadeten-Liste des Reichsministeriums für Volksaufklärung und Propaganda.

## Wien
1940 ging sie nach Wien, wo sie bis 1992 Ensemblemitglied, ab 1983 Ehrenmitglied des Burgtheaters war. Von 1959 bis 1961 und ab 1992 wirkte sie am Theater in der Josefstadt.
Ihr Debüt am Burgtheater gab sie in Hermann Bahrs Der Franzl. Sie spielte hier über hundert Rollen. Sie war zunächst der Inbegriff des süßen Wiener Mädels mit Temperament und frechem Witz und entwickelte sich dann zu einer „differenzierenden Charakterdarstellerin mit präzisem Gestus und großen Möglichkeiten im Komischen“. Zu den wichtigsten Stücken zählen Das Mädl aus der Vorstadt 1941 und 1961, Der Talisman 1981/82, Der Widerspenstigen Zähmung 1950, Der Biberpelz 1950, Vor Sonnenuntergang 1963/64, Liebelei 1954, Das weite Land 1978 in der Regie von Otto Schenk, Giraudoux’ Amphitryon 38 1955/56, Ein idealer Gatte 1961/62 und Bunbury 1976/77.
Zu ihren wichtigsten Rollen bei den Salzburger Festspielen, bei denen sie ab 1946 mitwirkte, zählen die Viola in Was ihr wollt 1950, Colombine in Goldonis Der Lügner 1952, Marthe Schwerdtlein in Faust I unter der Regie von Leopold Lindtberg (1961/62, 1963/64) und Crescence in Der Schwierige 1967/68 mit O. W. Fischer. Von 1983 bis 1989 spielte sie die Mutter von Jedermann.
Während ihrer Zeit am Theater in der Josefstadt spielte sie 1996 in der Uraufführung die Verführerin und Muse in Joshua Sobols Polydrama Alma – A Show biz ans Ende 1996 im Sanatorium Purkersdorf unter der Regie von Paulus Manker, eine Aufführung, die 1997–1998 auch verfilmt wurde.

## Lehre und Film
Nebenbei arbeitete Susi Nicoletti auch als Tanz- und Schauspiellehrerin. Von 1954 bis 1989 war sie Ordentliche Professorin des Wiener Max-Reinhardt-Seminars, sie gab Musical-Kurse sowie privaten Unterricht. Zu ihren erfolgreichsten Schülern gehören populäre Künstler wie Heidelinde Weis, Pia Douwes, Ute Lemper, Senta Berger, Erwin Steinhauer, Paulus Manker, Christoph Waltz, Klaus-Maria Brandauer, Erika Pluhar, Nina Proll oder Albert Fortell.
Nicoletti spielte über hundert Rollen in Film und Fernsehen, meist Komödien, unter anderem Hallo Dienstmann 1952 mit Hans Moser und Paul Hörbiger. Weitere berühmt gewordene Filme sind Mariandl (1961), Mein Freund Harvey (1970, im Fernsehen zusammen mit Heinz Rühmann) und Comedian Harmonists (1997).

## Privatleben
Zunächst heiratete sie den Filmschaffenden Ludwig Ptack („Bibi“), den sie bei den Dreharbeiten zum Film Mutterliebe von Gustav Ucicky kennenlernte. Durch ihre Eheschließung mit dem Österreicher Ptack erhielt Nicoletti Ende der 1930er Jahre die österreichische Staatsbürgerschaft. 1940 brachte sie ihr erstes Kind, eine Tochter, zur Welt. Im Jahr darauf folgte ein Sohn, der in Europa und in den USA als Schauspieler arbeitete. Die Ehe mit Ptack wurde am 3. Juli 1946 geschieden. In zweiter Ehe war sie bis zu dessen Tod im Jahr 1984 mit dem Schauspieler, Josefstadt- und Burgtheaterdirektor Ernst Haeusserman verheiratet.
Nicoletti galt als große Hundefreundin; ihre Leidenschaft begann einst in Holland mit dem Dackel „Leopold“. Sie unterhielt nach Haeussermans Tod Wohnsitze in Wien, Los Angeles und San Diego, wo ihre beiden Kinder lebten. Zuvor verbrachte sie den Sommer, wenn sie bei den Salzburger Festspielen beschäftigt war, stets in Niederalm.
Nicoletti starb 86-jährig im Wiener AKH, wo sie sich zur Erholung nach einer Herzoperation aufgehalten hatte. Susi Nicoletti ruht auf dem Döblinger Friedhof in Wien (Gruppe 37, Reihe 1, Nummer 24) neben ihrem zweiten Gatten.

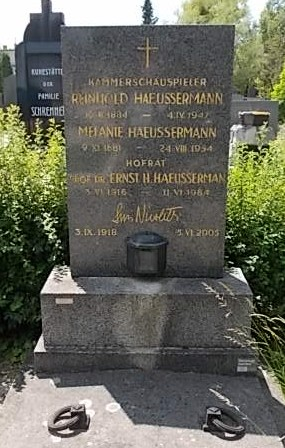
Grabstätte Susi Nicoletti

## Filmografie (Auswahl)
- 1939: Mutterliebe
- 1939: Das jüngste Gericht!
- 1942: Sommerliebe
- 1943: Der zweite Schuß
- 1947: Das singende Haus
- 1948: Gottes Engel sind überall
- 1949: Kleiner Schwindel am Wolfgangsee
- 1949: Mein Freund Leopold (Mein Freund, der nicht nein sagen kann)
- 1950: Jetzt schlägt’s 13 (Es schlägt 13)
- 1950: Eine Frau mit Herz
- 1951: Der alte Sünder
- 1951: Eva erbt das Paradies
- 1951: Hallo Dienstmann
- 1952: Der Tag vor der Hochzeit
- 1952: Ideale Frau gesucht
- 1953: Der Feldherrnhügel
- 1953: Hochzeit auf Reisen
- 1953: Ich und meine Frau
- 1954: Kaisermanöver
- 1954: Rosen aus dem Süden
- 1954: Schützenliesel
- 1955: Eine Frau genügt nicht?
- 1955: An der schönen blauen Donau
- 1955: Ja, so ist das mit der Liebe (Ehesanatorium)
- 1955: Ja, ja, die Liebe in Tirol
- 1955: Sonnenschein und Wolkenbruch
- 1955: Die Deutschmeister
- 1956: Symphonie in Gold
- 1956: …und wer küßt mich? (Ein Herz und eine Seele)
- 1956: Liebe, die den Kopf verliert
- 1956: Lügen haben hübsche Beine
- 1956: Uns gefällt die Welt
- 1956: Ein Mann muß nicht immer schön sein
- 1956: Die Rosel vom Schwarzwald
- 1956: August der Halbstarke
- 1957: Die liebe Familie
- 1957: Bekenntnisse des Hochstaplers Felix Krull
- 1957: Und so was will erwachsen sein (Die Winzerin von Langenlois)
- 1957: Egon, der Frauenheld
- 1957: Wie schön, daß es dich gibt
- 1957: 2 Herzen voller Seligkeit
- 1958: Hoch klingt der Radetzkymarsch
- 1958: Man müßte nochmal zwanzig sein
- 1958: Man ist nur zweimal jung
- 1958: Im Prater blüh’n wieder die Bäume
- 1959: Whisky, Wodka, Wienerin (Rendezvous in Wien)
- 1959: Immer die Mädchen
- 1959: Traumrevue
- 1959: Hula-Hopp, Conny
- 1960: Kriminaltango
- 1961: … und du mein Schatz bleibst hier
- 1961: Ein Stern fällt vom Himmel
- 1961: Mariandl
- 1961: Die Abenteuer des Grafen Bobby
- 1962: Die türkischen Gurken
- 1962: Mariandls Heimkehr
- 1962: Die Fledermaus
- 1964: Schwejks Flegeljahre
- 1964: Das hab ich von Papa gelernt
- 1970: Mein Freund Harvey
- 1972: Sie nannten ihn Krambambuli
- 1974: Tatort: Mord im Ministerium
- 1975: Auch Mimosen wollen blühen
- 1979: Polizeiinspektion 1 (Fernsehserie, eine Folge)
- 1980: Ringstraßenpalais (Fernsehserie, sechs Folgen)
- 1986: Abschiedsvorstellung
- 1989: Die schnelle Gerdi
- 1996: Kommissar Rex (Fernsehserie, eine Folge)
- 1996: Bella Ciao
- 1997: Comedian Harmonists
- 1999: Alma
- 2002: Die schnelle Gerdi und die Hauptstadt (Fernsehserie, 6 Folgen)
- 2002: Am anderen Ende der Brücke

## Hörspiele (Auswahl)
- 1970: Oscar Wilde: Bunbury - Regie: Ferry Bauer (Hörspielbearbeitung - ORF Oberösterreich)
- 1988: Jürgen Hofmann: Das Panorama – Regie: Robert Matejka (Hörspiel – RIAS Berlin/ORF)

## Auszeichnungen, Ehrungen, Preise
- 1977: Österreichisches Ehrenkreuz für Wissenschaft und Kunst I. Klasse
- 1978: Ehrenmedaille der Bundeshauptstadt Wien in Gold
- 1995: Ernennung zur Kammerschauspielerin
- 1997: Nestroy-Ring
- 2000: Platin Romy für ihr Lebenswerk
- 2004: Undine Award – Für Ihr Lebenswerk als Nachwuchsförderin
- 2005: Goldenes Ehrenzeichen der Stadt Wien
- 2016: Straßenbenennung Susi-Nicoletti-Weg in Wien-Favoriten[5]

## Schriften
- Nicht alles war Theater. Erinnerungen. Aufgezeichnet von Gaby von Schönthan. List, München 1997, ISBN 3-471-78237-0.